# Brian the Closer
Brian the Closer («Брайан ближе») — четвёртая серия тринадцатого сезона мультсериала «Гриффины». Премьерный показ состоялся 9 ноября 2014 года на канале FOX.

## Сюжет
Питер завидует Брайану по поводу его любимой игрушки — куска веревки. Будучи упрямым, он решает во что бы то ни стало отобрать игрушку. Но Брайан стоит на своем: хитростью Питер не может выкрасть веревку, тогда он подцепляет её к своей машине и буквально тащит за собой Брайана, вцепившегося в свою любимую вещь всеми зубами. Резкий поворот, и Брайан врезается в пожарный гидрант: у него выбиты абсолютно все зубы.
На семейном ужине Лоис говорит о том, что семья не сможет оплатить операцию по замене зубов несчастному Брайану, и тот впадает в депрессию. Выпивая в баре, Брайан встречает Гленна, который, несмотря на то, что ненавидит своего соседа, все-таки решает помочь ему, дав контакты личного врача-дантиста.
Уже днем Брайан появляется дома после операции: отныне у него широкая улыбка, кристально чистые и большие зубы: жители города улыбаются ему, девушки жаждут познакомиться с обладателем «звездной» улыбки. Так, семья, собирающаяся купить дом в Куахоге, случайно путает Брайана с агентом из риэлторской конторы. Рекомендации Брайана и его невероятная улыбка буквально заставляют покупателя согласиться с каждым словом «агента». Гриффин немедленно становится профессиональным агентом по продаже недвижимости, дела идут просто прекрасно: немного лести, практических рекомендаций и, конечно же, эта широкая улыбка делают своё дело. Начальник конторы обещает взять Брайана в долю, если тот сможет продать комнату в отвратительном безнадежном отеле какому-нибудь неудачнику. Совершенно случайно он узнает, что Гленн получил премию за свой 20-летний стаж пилота и готов тратить деньги на что угодно: неудачник найден.
Пышная презентация с прекрасными видами убеждает Гленна купить недвижимость, но, только въехав в комнату, он понимает, что Брайан просто обманул его. Джо указывает на федеральный закон, согласно которому деньги за сделку можно вернуть в течение 72 часов после подписи контракта. Но Брайан теперь намеренно скрывается от своего покупателя для того, чтобы сделка все-таки состоялась. Приехав на съемную квартиру, он обнаруживает там Гленна, который напоминает, что именно он помог ему, когда тот остался без зубов. Брайан поначалу раскаивается, тянет время, и вот: 72 часа прошло! Куагмир в ярости разбивает о Брайана светильник, вновь выбивая ему все зубы.
Карьера успешного риэлтора окончена, сидя со всей семьей перед телевизором и говоря о случившемся, Мег тоже пытается рассказать о своём дне, но Питер ножницами вызывает у себя кровотечение из носа, лишь бы избежать рассказа своей дочери.

## Рейтинги
- Рейтинг эпизода составил 1.8 среди возрастной группы 18—49 лет.
- Серию посмотрело порядка 3.63 миллиона человек.
- Серия стала последней по просматриваемости в тот вечер Animation Domination на канале FOX.[1]